# No Line On The Horizon (canción)
No Line On The Horizon es una canción del álbum homónimo de la banda irlandesa U2. Fue escrita por Bono, vocalista de la banda.

## Crítica y respuesta del público
La canción fue muy bien recibida por la crítica y el público en general. Recibió diferentes críticas de las cuales la mayor parte de ellas la calificaban como muy buena. Al igual fue muy bien recibida por los fanáticos de U2.

## Créditos
- Bono: vocales y guitarra
- The Edge: guitarra
- Adam Clayton: bajo
- Larry Mullen Jr: batería

- Datos: Q2889285